# المون
المون هم مجموعة عرقية تقطن ولاية مون في ميانمار، ومنطقة باغو، ودلتا إيراوادي، والحدود الجنوبية لميانمار مع تايلاند، ومنطقة ثون بوري في تايلاند، ومنطقة باكريت، ومنطقة فرا براداينغ، ومنطقة ليت كرابانغ.
كان المون أحد أوائل القاطنين في جنوب شرق آسيا، وكانوا المسؤولين عن انتشار بوذية تيرافادا في الهند الصينية. كانت الحضارات التي أسسها المون من أقدم الحضارات في تايلاند وميانمار أيضًا.
يتحدثون لغة مون، وهي لغة أسترو آسيوية، ويتقاسمون أصلًا مشتركًا مع شعب نيا كور في تايلاند؛ يعود أصلهم إلى موندالا (تنظيم) في دفارافاتي. يتأثر عدد من اللغات في الهند الصينية بلغة المون. كان للمون تأثير على ثقافة كل من ميانمار وتايلاند. تاريخيًا، تأسست مدن في كلا البلدين، منها يانجون وبانكوك إما بواسطة شعب المون أو حكامهم.
أصبح المون اليوم مجموعة عرقية كبيرة في ميانمار، ومجموعة عرقية صغيرة في تايلاند. يطلق على المون من ميانمار اسم المون البرميين أو مون ميانمار. يشار إلى المون من تايلاند باسم تاي-رامان أو تاي مون. يمكن فهم لهجتي مون تايلاند وميانمار بشكل متبادل.
يشمل المون الشرقيون أفراد العائلة المالكة الحالية في تايلاند، الذين هم من أصل المون. تماهى المون مع الثقافة التايلاندية في وقت مضى، إلا أن النساء الملكيات في شاكري يؤدين تراث المون الخاص بهن ويحافظن عليه ضمن الأراضي التايلاندية. تماهى المون الغربيون في ميانمار بشكل كبير مع المجتمع البرماوي. عملوا على الحفاظ على لغتهم وثقافتهم بهدف استعادة درجة أكبر من الاستقلال السياسي.

## تاريخ

### التاريخ المبكر
ربما بدأ شعب مون في الهجرة من الصين إلى منطقة الهند الصينية في حوالي 3000 قبل الميلاد. يُعتقد أن المون هم من أوائل الشعوب التي قطنت الهند الصينية. أسسوا بعضًا من أوائل الحضارات هناك، بما في ذلك دفارافاتي في وسط تايلاند (التي انتشرت ثقافتها إلى إيسان)، وسري جوابورا في وسط لاوس (مدينة سيكوتابونج الحديثة، ومحافظة فيينتيان)، وشمال شرق تايلاند، وهاريفونشاي في شمال تايلاند، ومملكة ثاتون في بورما السفلى. كان المون أول من استقبلوا مبشرين من تيرافادا من سريلانكا على النقيض من معاصريهم الهندوس مثل تشام وخمير. تبنى المون أبجدية بالافا، وعُثر على أقدم مخطوطة للمون ضمن كهف في سارابوري الحديثة يعود تاريخها إلى عام 550 ميلادية. في حين لم يُعثر على بقايا عائدة لمملكة ثاتون، إلا أن ذكرها ورد بشكل واسع في سجلات البرماويين ولانا. أصبحت الملكة الأسطورية كاماديفي من وادي نهر تشاو فرايا، كما ورد في سجل تاريخ سلالة كادميفي التايلندية الشمالية، ومصادر أخرى، أول ملكة لهاريفونشاي (لامفون حاليًا) حوالي 800 ميلادية.
بعد العام 1000 ميلادية وصاعدًا، كان المون تحت ضغط متواصل مع شعب التاي المهاجرين من الشمال، وغزوات خمير القادمة من إمبراطورية الخمير في الشرق. فر جزء كبير من مون من دفارافاتي من الغرب إلى ما يعرف اليوم ببورما السفلى. شق مون دفارافاتي طريقهم إلى مملكة لافو نحو العام 1000 ميلادية. المنحدرون من مون دفارافاتي هم شعب نياه كور المعروفة اليوم باسم إيسان. قُتل المون خلال الحروب، أو نقلوا كأسرى، أو تماهوا ضمن ثقافات جديدة. اختفى المون عمليًا بوصفهم كيانًا في وادي تشاو فرايا. إلا أن مملكة هاريفونشاي التي كانت بؤرة استيطانية للمون في شمال تايلاند بقيت في ظل مضايقات متكررة من قبل الشعب التايلاندي الشمالي.
في عام 1057، قهر آناوراهتا ملك باغان مملكة ثاتون. تماهت ثقافة المون وكتابتهم بسهولة مع البورميين، ووقع المون لأول مرة تحت حكم البرماويين. بقي المون مشكلين للأغلبية في بورما السفلى.
ازدهرت هاريفونشاي في عهد الملك أديتاياراج (حوالي أوائل القرن الثاني عشر تقريبًا)، الذي زعم أنه شن حروبًا مع سوريافارمان الثاني ملك أنغكور وأنشأ هاريفونشاي ستوبا (معبد بوذي في لامفون، تايلاند). في عام 1230، غزا مانغراي، رئيس تايلاند الشمالية، هاريفونشاي، واندمجت ثقافة المون مع ثقافة لانا. تبنى شعب لانا كتابة الموت وديانتهم.

### بين القرنين الثالث عشر والخامس عشر
في عام 1287، انهارت مملكة باغان، تاركةً مكان قوة شاغرًا. واريرو، الذي ولد من أم مونية وأبٍ تايي في قرية دوموون في منطقة تاتون، ذهب إلى سوخوتاي للعمل في التجارة ثم فرّ لاحقًا مع ابنة الملك. أسس نفسه في موتاما وأعلن نفسه ملكًا على المون. انتقلت العاصمة في وقت لاحق إلى باغو (بيغو). كانت مملكته هانثاوادي (1287 – 1539) فترة مزدهرة بالنسبة للمون سواء في القوة أو الثقافة.  تم توحيد الاثنتين في عهد الملك راجاثيراج (1383 – 1422)، الذي نجح في صد الغزو من مملكة بامار أفا. كان حكم الملكة شين ساوبو (1453 – 1472) والملك والملك دهامزيدي (1472 – 1492) زمن سلام وازدهار.

### بين القرنين السادس عشر والسابع عشر
استعاد المون زخمهم في تانغو خلال أوائل القرن السادس عشر. سقطت هانثاوادي تحت غزو تابينشويتي ملك تانغو عام 1539. بعد موت الملك، تحرر المون بشكل مؤقت من الحكم البرماوي على يد سميم هتاو، إلا أن الملك باينونغ هزمهم عام 1551. نقل بروماوين عاصمتهم إلى باغو، مبقين المون على اتصال مع السلطة الملكية. على مدى المئتي عام التالية، كان مون بورما السفلى تحت حكم البرماويين.
أصبحت بورما السفلى ساحة صراع بين البرماويين والتايلنديين  بعد وفاة باينونغ، زاد ابنه ناندا ملك تانغو من اضطهاد المون. في عام 1584، أرسل الملك ناندا سرًا اثنين من قادة المون، فرايا كيات وفرايا رام لاغتيال ناريسوان ملك فيتسانولوك. بعد معرفتهم بأن ناريسوان لم يكن على خطأ، انضم فرايا كيات وفرايا رام إلى حملات ناريسوان ضد بلاط تانغو البرماوي. بعد ذلك، أُجبر المون، قسرًا وطواعيةً، على الانتقال إلى أيوتايا (التي تدعى اليوم سيام أو تايلاند). كان انهيار سلطة مون سببًا في تشكيل هجرات إلى سيام، حيث سُمح لهم بالعيش في مدينة أيوتايا. أصبح راهب من المون مستشارًا رئيسيًا للملك ناريسوان.
نهب الأركانيون (الراخين) مدينة باغو (بيغو) عاصمة إمبراطورية تانغو في العام 1599. انهارت سلطة البرماويين وأسس المون أنفسهم بحرية تامة حمل موتاما (مارتبان). لم يكن المون مرة أخرى تحت حكم البرماويين سوى مع توحيد الملك أناوكبيتلون في عام 1616. تمرد المون في عام 1661 إلا أن باي مين قمع العصيان. منح الملك السيامي اللاجئين من المون إقامة في سيام الغربية. لعب المون دورًا بارزًا ضمن السياسة والجيش السيامي، إذ أسسوا لاحقًا سلالة تشنكري في سيام (تايلاند). أُنشئ فوج خاص بالمون تحت خدمة الملك السيامي.

### بين القرنين الثامن عشر والتاسع عشر
انهارت قوة البرماويين بسرعة في أوائل القرن الثامن عشر. في النهاية، تمرد المون مرة أخرى في باغو عام 1740 بمساعدة شعب غوي شان. تُوّج راهب برماوي من سلالة تانغو الملكية ملكًا على باغو، وخلفه لاحقًا بينيا دالا عام 1747. بمساعدة الفرنسيين، تمكن المون من تأسيس مملكة مستقلة لمدة 17 عامًا قبل سقوطهم أمام ألاونغبايا في العام 1757. غزا ألاونغبايا، المملكة ودمرها، قاتلًا عشرات الآلاف من المون، بما فيهم الكهنة والنساء الحوامل والأطفال. ذبح على يده أكثر من 3000 كاهن في العاصمة وحدها. قتل آلاف الكهنة أيضًا في الريف.